# Косме Даміан
Косме Даміан (порт. Cosme Damião, нар. 2 листопада 1885, Лісабон — пом. 11 червня 1947, Сінтра) — португальський футболіст, що грав на позиції півзахисника та футбольний тренер.
Співзасновник команди «Бенфіка», де і провів всю кар'єру гравця та тренера.

## Біографія
Косме Даміан народився 2 листопада 1885 року в Лісабоні. Навчався в школі «Каса Піа». У віці 18 років Даміан, що захоплювався грою в футбол, разом зі своїми друзями вирішив організувати футбольну команду. Ідея знайшла своє втілення через рік, нову команду назвали «Спорт Лісбоа», через 2 роки команда злилася з клубом «Спорт Клуб де Бенфіка» і почала виступати під назвою «Спорт Лісбоа і Бенфіка». Даміан всю свою кар'єру провів у цій команді, граючи на позиції півзахисника, ставши капітаном команди і тренером клубу. За 12 років у «Бенфіці» Даміан зіграв 76 матчів і забив 14 м'ячів, 5 разів вигравав чемпіонат Лісабона, включаючи три чемпіонати поспіль з 1911 по 1914 роки. Зіграв Даміан і за збірні команди, представляючи місто Лісабон і неофіційну збірну Португалії.
Ще будучи гравцем, Даміан став головним тренером «Бенфіки», продовжував очолювати клуб і по завершенні ігрової кар'єри. Даміан залишався на тренерському містку «Бенфіки» протягом 18 років. Також був футбольним функціонером, президентом клубу «Каса Піа» і засновником футбольної газети «Про Спорт Лісбоа», директором якої він працював з 1913 по 1931 роки.
Помер 11 червня 1947 року на 62-му році життя у місті Сінтра після тривалої хвороби, і був похований в Cemitério dos Prazeres в Лісабоні.

## Досягнення
- Чемпіон Лісабона: 1909/10, 1911/12, 1912/13, 1913/14, 1915/16, 1916/17, 1917/18, 1919/20
- Володар Трофею трьох міст: 1913
- Володар Трофею чотирьох міст: 1916
- Володар Трофею Великодня: 1925